# سوزی مندل
سوزی مندل (انگلیسی: Suzy Mandel؛ زاده ۶ مارس ۱۹۵۳) یک بازیگر پورنوگرافی است.